# 香港電影評論學會
香港電影評論學會（英語：Hong Kong Film Critics Society）成立於1995年3月，是香港首個由影評人組成的文化組織，為國際影評人協會成員之一，會員約80人（截至2025年初）。宗旨是團結志同道合的影評人，維護電影評論的獨立自主性，從文化和藝術的評論角度推動香港電影，對香港電影的成就作出肯定的評價。香港電影評論學會深信電影評論建基於自由討論，所以亦十分關注政府於文化和電影藝術方面的政策。

## 會員資格
最初的入會資格是在香港文字媒體發表過電影評論文章。該會強調獨立評論精神。
香港現有兩個主要影評人組織：「香港電影評論學會」會員多為電影節目策劃（如李焯桃、何思穎）、電影研究工作者（如黃愛玲、羅卡、蒲鋒）、電影學者（如葉月瑜、游靜）、電影工作者（如文雋、林超榮）、文化人及影評人等；「香港影評人協會」會員則多為報刊專欄作者、媒體工作者、教育工作者及影評人等。

## 香港電影評論學會大獎
香港電影評論學會在成立首年即舉行「香港電影評論學會大獎」評選大會，其後在每年年初舉行，由會員經過激烈討論及三輪投票，檢視過去一年公映的香港電影，選出最佳電影、最佳導演、最佳編劇、最佳男、女演員五項大獎，此外選出年度推薦電影（即最佳電影以外值得推薦的影片），透過理性的交流和討論，表揚香港電影及電影工作者的成就。為增加評選的透明度及公信力，評選大會的討論過程均記錄在案，並結集成每年出版的《香港電影回顧》影評文集，由「香港藝術發展局」資助出版。

## 出版
除每年出版的《香港電影回顧》，香港電影評論學會致力出版電影讀物，包括《王家衛的映畫世界》、《許鞍華 電影四十》、《林嶺東 嶺上起風雲》、《群芳譜—當代香港電影女星》、《香港電影王國—娛樂的藝術》、《溜走的激情：八十年代香港電影》、《製造香港—本土獨立紀錄片初探》、《溜走的激情：八十年代香港電影》、《經典200—最佳華語電影二百部》等專題電影書籍；2007年12月開始出版季刊《HKinema》；亦曾出版《電影通識行：給中學生的4節模擬課及其他》，推廣電影通識教育。

## 從一口戲開始
香港電影評論學會自2021年開始舉辦「從一口戲開始」影評基礎研習計劃，獲香港藝術發展局資助，計劃內容包括一系列的課堂、習作，以及放映等活動，邀請不同專業的影人及創作者作分享，於後續活動部分將參加者分成小組，由不同影評導師指引。在導師帶領下，學員將參與觀影導賞、創作視像影評及影評文章，並嘗試於放映活動中，與現場觀眾作映後分享。

## 中學生電影教育計劃
香港電影評論學會自2004年開始統籌「中學生電影教育計劃」，獲利希慎基金及香港電影資料館資助，內容涵蓋：香港電影與社會、看當代香港電影的特色、從文學到電影、城市電影等。

## 中學生電影通識計劃
香港電影評論學會於2009年開始舉辦「中學生電影通識計劃」，獲優質教育基金資助，配合新高中課程發展項目，為高中學生提供更全面及具彈性的電影教育計劃。

## 電影少年宮教育計劃
2007-2009年香港電影評論學會舉辦「電影少年宮」，獲藝術發展局支持，內容包括電影藝術評賞、電影藝術創作及學生的成果展示，學生除了學習到電影欣賞及創作基礎知識外，亦分組進行短片創作，透過導師協助，進行紀錄片或劇情片的短片創作。

## 電影放映
| 年   | 節目                                 | 內容 |
| 2002 | 名片巡迴放映系列                     | 康樂及文化事務署電影節目辦事處主辦，香港電影評論學會策劃，包括「喜劇巨匠」、「科幻里程」及「戲夢人生」專題放映節目，放映後均由影評人負責講解，把電影文化帶進不同社區。                                                 |
| 2010 | 說影生花──影評人之選                 | 康樂及文化事務署電影節目辦事處主辦，香港電影評論學會籌辦，由影評人選映六部經典電影，包括《其後》、《去年在馬倫巴》、《魂斷威尼斯》、《錫鼓》、《薩拉戈薩的手稿》、《心外幽情》，並設電影評論工作坊。                   |
| 2011 | 說影再生花──影評人之選2011           | 康樂及文化事務署電影節目辦事處主辦，香港電影評論學會統籌，由影評人選映六部經典電影，包括《同流者》、《怪談》、《廣島之戀》、《陌生女子的來信》、《黛絲姑娘》、《寂寞的妻子》，並設電影評論工作坊。                     |
| 2012 | 影評人之選2012──時代的電影           | 康樂及文化事務署電影節目辦事處主辦，香港電影評論學會統籌，由影評人選映六部與時代同步的電影，包括《電視台風雲》、《露西亞》、《大路雙王》、《碼頭風雲》、《我控訴》、《日本之夜與霧》，並設電影評論工作坊。             |
| 2013 | 影評人之選2013──無限的敘事風貌       | 康樂及文化事務署電影節目辦事處主辦，香港電影評論學會統籌。選映六部在敘事上具開拓意義或手法強烈的電影，包括《迷情》、《唐人街》、《好男好女》、《舞會請帖》、《凝聚的沉默》、《莎蓮與茱莉浪遊記》，並設電影敘事工作坊。 |
| 2014 | 影評人之選2014──映畫有畫             | 康樂及文化事務署電影節目辦事處主辦，香港電影評論學會統籌。選映六部有關西方繪畫的電影，包括《河流》、《諾言》、《情慾色香味》、《擦紙膠頭》、《光之夢》、《愛德華蒙克》，並設電影講堂。                                 |
| 2015 | 影評人之選2015──人在旅途             | 康樂及文化事務署電影節目辦事處主辦，香港電影評論學會統籌。選映電影包括《霧中風景》、《愛麗絲漫遊記》、《男人之苦寅次郎芙蓉花》、《貨車》、《過客》、《聖山》，並設公路電影工作坊。                                     |
| 2016 | 影評人之選2016──六個尋找劇作家的導演 | 康樂及文化事務署電影節目辦事處主辦，香港電影評論學會統籌。選映六部改編舞台劇作品的電影，包括《哈姆雷特》、《相見恨晚》、《巴爾》、《豪門巧婦》、《心中天網島》、《淑女妖狐》，並設「劇場X電影」工作坊。                |
| 2017 | 影評人之選2017──光影六樂章           | 康樂及文化事務署電影節目辦事處主辦，香港電影評論學會統籌。選映六部和音樂有關的電影，包括《別回頭》、《馬勒狂想曲》、《落英繽紛未聞時》、《天涯歌女》、《機械生活》、《唐喬望尼》。                                     |
| 2017 | 影評人之選2017──神秘學與電影         | 康樂及文化事務署電影節目辦事處主辦，香港電影評論學會統籌。選映六部和神秘學有關的電影，包括《2001太空漫遊》、《活死人之旅》、《萬世魔星》、《X聖治》、《女巫》、《靈光》，並設「電影，肯定是神秘學」工作坊。            |
| 2018 | 影評人之選2018──1968：電影非常年     | 康樂及文化事務署電影節目辦事處主辦，香港電影評論學會統籌。選映六部和1968有關的電影，包括《假如‥‥》、《死不逢時》、《玩笑》、《昨日‧明日》、《死亡使者》、《新宿小偷日記》，並設「68回望：時代與電影」工作坊。          |
| 2018 | 影評人之選2018──電影，從鐵路開始     | 康樂及文化事務署電影節目辦事處主辦，香港電影評論學會統籌。選映電影包括《家族》、《時光倒流歐羅巴》、《越歐快車》、《暴走列車》、《火車謀殺案》、《嚴密監視的列車》。                                                   |
| 2019 | 影評人之選2019──天地無垠             | 康樂及文化事務署電影節目辦事處主辦，香港電影評論學會統籌。選映電影包括《土》、《天地悠悠》、《大移民》、《雪上行走的人》、《野山》、《怒火之花》。                                                                     |
| 2019 | 影評人之選2019──思覺邊緣             | 香港電影評論學會主辦。選映電影包括《恐懼恐懼》、《情淚種情花》、《思凡》、《誰主瘋騷》、《瘋狂的一頁》、《焚屍人》。                                                                                                   |
| 2020 | 影評人之選2020──超閱未來             | 香港電影評論學會主辦。選映電影包括《阿爾伐城》、《火星王后》、《天降財神》、《暴狼時刻》、《紋身人》、《上帝難為》、《月亮上的女子》、《盜日者》。                                                                     |
| 2021 | 影評人之選2021──非常家族             | 香港電影評論學會主辦。選映電影包括《瘋狂世家》、《秘密與謊言》、《洛可兄弟》、《逆噴射家族》、《德國姊妹》、《浪子回頭》、《養鴉》、《領養》。                                                                         |
| 2022 | 影評人之選2022──光影水形             | 香港電影評論學會主辦。選映電影包括《深海光年》、《湖泊》、《大地震動》、《魚影之群》、《黑湖妖潭》、《水俁病患者及其世界》、《艾蘭島之人》、《激流四勇士》、《海上的愛》。                                             |
| 2023 | 影評人之選2023──連城映對             | 香港電影評論學會主辦。選映電影包括《布袋澳跳掣》、《大寫特寫》、《無知時刻》、《遙遠》、《愛無止盡》、《破曉》、《搵家寶》、《柏林：城市交響曲》、《快樂的謊言》。                                                     |
| 2024 | 影評人之選2024──生死之間             | 香港電影評論學會主辦。選映電影包括《詩人之血》、《事先張揚的求愛事件》、《聖女貞德》、《犧牲》、《活人的記錄》、《古堡魅影》、《綠房》、《再生號》。                                                                   |

## 其他活動
香港電影評論學會定期舉辦藝術教育活動，例如曾與「香港藝術中心」、「百老匯電影中心」及「香港電影資料館」合辦電影欣賞課程；統籌「遊遊牧．圍圍評──藝術評論發展計劃」、「邊走邊評──藝術評論發展計劃」等；與三聯書店合辦「你想知道的電影八個面相」、「黑幫類型四面睇」等電影賞析工作坊；與張虹創立的「采風電影」合辦「紀實目光──紀錄片工作坊」；與「香港國際電影節協會」合辦「電影大師A和B的8堂課」、「日本巨匠J＆K的6堂課」及「A-Z：五月的五堂課」等課程；亦曾與「香港藝術中心」合辦每月舉行的《CIA三面睇》，為電影製作人、影評人及大眾提供交流機會。

## 歷任會長
| 任別  | 姓名   | 擔任時間 | 卸任時間 |
| ----- | ------ | -------- | -------- |
| 第1任 | 李焯桃 | 1995年   | 1999年   |
| 第2任 | 黃國兆 | 2000年   | 2001年   |
| 第3任 | 蒲鋒   | 2002年   | 2003年   |
| 第4任 | 朗天   | 2004年   | 2007年   |
| 第5任 | 張偉雄 | 2008年   | 2011年   |
| 第6任 | 陳志華 | 2012年   | 2015年   |
| 第7任 | 黃志輝 | 2016年   | 2017年   |
| 第8任 | 卓男   | 2018年   | 2021年   |
| 第9任 | 鄭政恆 | 2022年   | 2025年   |

## 外部連結
- 香港電影評論學會 （页面存档备份，存于）
- 香港電影評論學會的Facebook專頁
- YouTube上的香港電影評論學會頻道
- 香港電影評論學會的Instagram帳戶
- 香港電影評論學會豆瓣小站 （页面存档备份，存于）